# Anni 270
Gli anni 270 sono il decennio che comprende gli anni dal 270 al 279 inclusi.